# Adele Reiche
Adele Reiche, geb. Cords (* 16. Juni 1875 in Hamburg; † 25. August 1957 ebenda), war eine deutsche Politikerin der SPD und Abgeordnete der Hamburgischen Bürgerschaft.

## Leben und Politik
Vor ihrer Hochzeit war Adele Reiche als Lehrerin beschäftigt. Im Ersten Weltkrieg half sie in der Kriegsfürsorge. Sie arbeitete neben ihrer Aufgabe als Mutter und Hausfrau auch als Schriftführerin im Distriktvorstand der Eilbeker SPD. Sie war in diesem Distrikt zudem Frauenleiterin.
Innerhalb der SPD war sie außerdem Delegierte auf dem Reichsparteitag und Mitglied des Frauenaktionsausschusses der Partei.
Sie saß für ihre Partei von 1919 bis 1931 in der Hamburgischen Bürgerschaft.
1930 gründete sie mit der Parteigenossin und ebenfalls Bürgerschaftsabgeordneten Paula Hennigsen die Hamburger Ortsgruppe des „Reichsverbandes für Geburtenregelung und Sexualhygiene“. Der Verband lehnte den Paragraph 218 ab und klärte Parteigenossinnen und andere Frauen über Verhütungsmöglichkeiten auf.

## Quelle und Weblinks
- Rita Bake und Brita Reimers: So lebten sie! Spazieren auf den Wegen von Frauen in Hamburgs Alt- und Neustadt. Hamburg 2003, S. 195.

| Personendaten    | Personendaten                            |
| ---------------- | ---------------------------------------- |
| NAME             | Reiche, Adele                            |
| ALTERNATIVNAMEN  | Cords, Adele Agnes Lisette (Geburtsname) |
| KURZBESCHREIBUNG | deutsche Politikerin (SPD), MdHB         |
| GEBURTSDATUM     | 16. Juni 1875                            |
| GEBURTSORT       | Hamburg                                  |
| STERBEDATUM      | 25. August 1957                          |
| STERBEORT        | Hamburg                                  |